# Administrateur
Een administrateur (hoofd administratie) of kantoorbediende is iemand die beroepsmatig de (financiële) administratie bijhoudt voor een bedrijf, vereniging of stichting. Bij het midden- en kleinbedrijf wordt deze taak vaak door één persoon uitgevoerd. Bij grotere bedrijven wordt de administrateur bijgestaan door diverse medewerkers met ieder hun eigen werkgebied en verantwoordelijkheden. In dat geval worden er ook leidinggevende taken toegevoegd aan de werkzaamheden van de administrateur. Vaak volgt dan voor de functie een promotie tot de titel van financieel manager.
In veel landen is, net als in Nederland, het uitvoeren van dit beroep en het voeren van de titel administrateur niet wettelijk beschermd. Iedereen mag zich administrateur noemen. Toch blijkt in de praktijk dat doorgaans wel bepaalde opleidingseisen gesteld worden. 

## Werkzaamheden

### Boekhouding
De administrateur, of een van zijn/haar medewerkers, verwerkt alle binnengekomen financiële documenten in de boekhouding van het bedrijf. Tegenwoordig gebeurt dit bijna altijd door middel van een geautomatiseerde boekhouding. Hiervoor zijn diverse gespecialiseerde softwarepakketten die gebruikt kunnen worden. Alle uitgaande en binnengekomen facturen worden ingeboekt in de debiteuren- en crediteurenadministratie. De bankafschriften worden verwerkt in de kas-, bank- en giroboeken. 

### Personeelsadministratie
Voor de personeelsadministratie worden verschillende gegevens verzameld en verwerkt van personeelsleden. Hierbij horen de in- en uitdiensttredingen en de aan- en afmeldingen bij de van toepassing zijnde instanties. Alle ziektemeldingen, verlofaanvragen, adreswijzigingen, wijzigingen in het contract (bijv meer/minder uren) van de personeelsleden worden verwerkt in de personeelsadministratie. Vooral vanwege de overeenkomsten in administratieve werkzaamheden, als vanwege de koppeling met salarisbetalingen, zijn administrateurs ook bij deze activiteit betrokken.

### Salarisadministratie
Op basis van de personeelsadministratie vindt de salarisadministratie plaats. De bruto-netto-berekeningen, controle van de salarisstroken en verwerken van de aanpassingen en beslagleggingen van de individuele personeelsleden worden uitgevoerd. Ook de aanpassingen in wet- en regelgeving worden door de salarisadministratie verwerkt en gecontroleerd. Onderdeel is ook de beantwoording van de vragen van de personeelsleden over hun eigen salaris en alles wat er verder mee samenhangt. 
Een salarisadministrateur heeft de opleiding BKL, PDL en/of VPS afgerond. 

### Verzekeringen
De administrateur is vaak verantwoordelijk voor het afsluiten en beheren/up-to-date houden van de verzekeringsportefeuille.
Dit betreft onder andere de verzekeringen voor gebouwen en brand, inventaris, transport en wagenpark, bedrijfsschade, geld, bedrijfsaansprakelijkheid.

### Liquiditeitsbeheer
Een van de belangrijkste taken van de administrateur is het beheer van de liquiditeit oftewel de bank- en kastegoeden. De betaling en ontvangsten moeten in balans zijn en gepland worden. Kredieten en spaartegoeden moeten gecontroleerd en bijgehouden worden.

### Correspondentie
Alle correspondentie over de financiële zaken van het bedrijf worden gevoerd door de administrateur. Daaronder vallen onder andere de facturen, herinneringen en aanmaningen. Ook de correspondentie met de belastingdienst valt onder de verantwoordelijkheid van de administrateur. 

### Rapportage
Een ander onderdeel van de taken van een administrateur is het rapporteren van de stand van zaken betreffende de organisatie. Dit gebeurt periodiek, bijvoorbeeld maandelijks. Voor sommige rapportages gelden ook wettelijke verplichtingen. Rapportages kunnen zowel intern aan de directie en de andere afdelingen, als extern aan de verschillende instanties geschieden. Voorbeelden van externe partijen waaraan in Nederland gerapporteerd moet worden zijn de Belastingdienst, het UWV, het Centraal Bureau voor de Statistiek, banken en kredietverzekeraars.

### Verantwoordelijkheden
De administrateur is verantwoordelijk voor de juiste verwerking van alle administratieve werkzaamheden, financiële boekingen, rapportages intern en extern, innen van de klanten, betalen van de leveranciers, het doen van de belastingaangiften.

## Opleiding

### Nederland
Een administrateur heeft doorgaans een diploma op mbo-niveau 4 of hbo-niveau. Voorbeelden van hbo-diploma's zijn SPD Bedrijfsadministratie en bedrijfseconomie. Daarnaast zijn er cursussen voor de diverse softwarepakketten en vaardigheden op administratief gebied. 